# Honda Center
Honda Center er en sportsarena i Anaheim i Californien, USA, der er hjemmebane for NHL-holdet Anaheim Ducks. Arenaen har plads til ca. 17.500 tilskuere, og blev indviet 19. juni 1993.
Honda Center er desuden ofte spillested for koncerter, og Aerosmith, Coldplay, U2, Rolling Stones og Metallica er blandt de navne der har givet koncert i arenaen.